# David McMurtrie Gregg

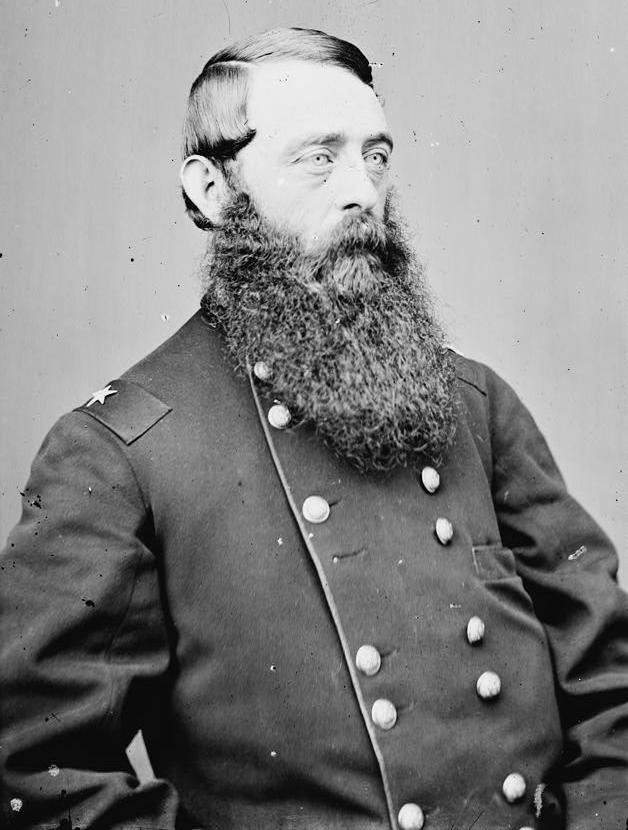
Foto de David McMurtrie Gregg

David McMurtrie Gregg (10 de Abril de 1833 - 7 de Agosto de 1916) foi militar estadunidense e oficial de cavalaria da União durante a Guerra Civil dos Estados Unidos da América.
Gregg nasceu em Huntingdon (Pensilvânia) numa família com vários políticos influentes, incluindo o governador do estado da Pensilvânia à época da guerra civil.  Após a formatura na Academia Militar de West Point, serviu nas fronteiras indígenas e na guarnição de Fort Tejon,  Califórnia, onde se encontrava quando a guerra eclodiu.
Nomeado coronel do 8º Regimento de Cavalaria de Pensilvânia, prestou bom serviços sob o George McClellan nas campanhas da Península e de Maryland.  Já como general de brigada de voluntários, comandou uma divisão durante a Incursão de Stoneman de 1863, uma fracassada tentativa de alcançar Richmond às vésperas da Batalha de Chancellorsville.
Sob o comando de Alfred Pleasonton, foi  encarregado de cobrir o flanco direito das tropas federais em Gettysburg e é frequentemente creditado pelo sucesso em repelir o ataque da cavalaria confederada de Jeb Stuart, garantindo as rotas de comunicação vitais para a manutenção das posições da União.  
Na Campanha Overland comandou com competência a 2ª Divisão de Cavalaria da União até a sua, até solicitar reforma em 8 de Fevereiro de 1865, por motivos até hoje inexplicados. 
Até a morte em 1916, Gregg dedicou-se a administração da sua fazenda, exceto por um breve período em 1874 que passou como Ministro (Embaixador) dos Estados Unidos em Praga, nomeado por Grant.